# ديفيد جيلفورد
ديفيد جيلفورد (بالإنجليزية: David Gilford)‏ هو لاعب غولف بريطاني، ولد في 14 سبتمبر 1965 في كرو (تشيشير) في المملكة المتحدة.

## وصلات خارجية
- ديفيد جيلفورد على موقع رابطة أوروبا للاعبي الغولف المحترفين (الإنجليزية)
- ديفيد جيلفورد على موقع التصنيف العالمي الرسمي للغولف (الإنجليزية)